# Schloss Niederpöring

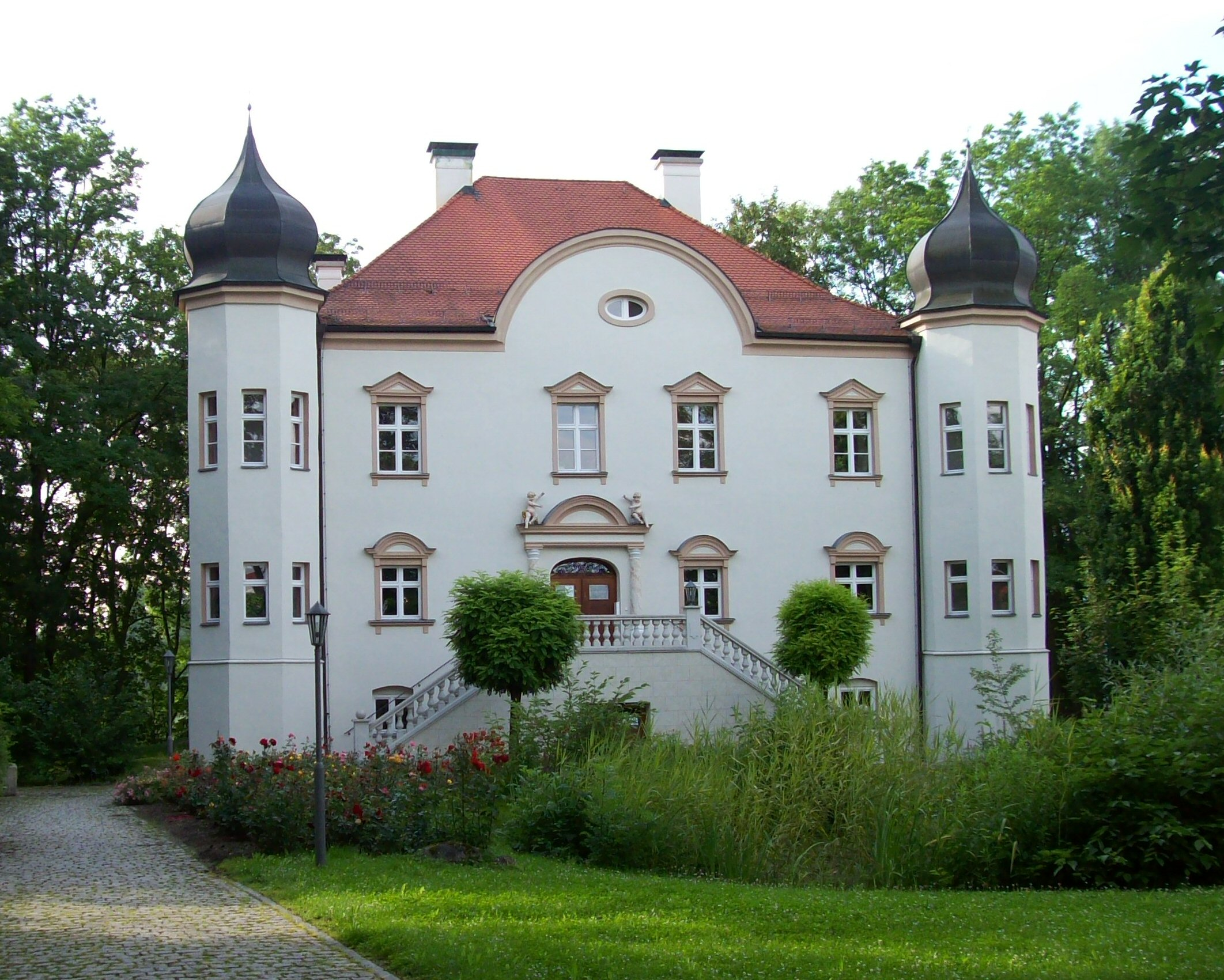
Schloss Niederpöring heute

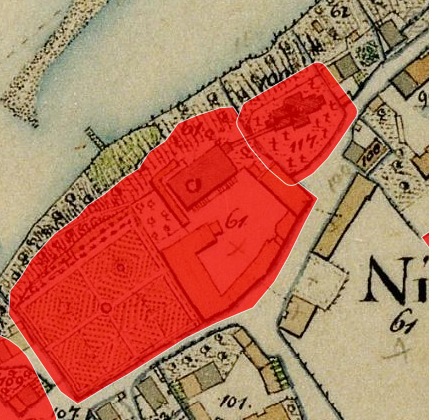
Lageplan von Schloss Niederpöring auf dem Urkataster von Bayern

Das Schloss Niederpöring liegt in der niederbayerischen Gemeinde Oberpöring im Landkreis Deggendorf (Niederpöring 23). Die Anlage wird als Bodendenkmal unter der Aktennummer D-2-7243-0357 im Bayernatlas als „untertägige mittelalterliche und frühneuzeitliche Befunde im Bereich des ehem. Hofmarksschlosses von Niederpöring“ geführt. Ebenso ist sie unter der Aktennummer D-2-71-139-9 als Baudenkmal von Niederpöring verzeichnet.

## Geschichte
Die erste schriftliche Nachricht über Peringe ist in einem Güterverzeichnis des Abtes Urolf von Kloster Niederaltaich aus der Zeit um 790 überliefert. Dabei wird berichtet, dass der Bayernherzog Odilo aus dem Geschlecht der Agilolfinger dem Kloster den Ort mit 30 Bauernhöfen sowie allen Tributpflichtigen und Leibeigenen geschenkt hat.
Um 1210 schenkt Rapoto, Pfalzgraf von Ortenburg, diesem Kloster curias in Smidorf et in Perin. Mit Perin ist das spätere Pörring gemeint. Das Kloster verlieh nach 1406 unter Abt Johann das castrum in Niderpering cum suis pertinentiis et alia foeda dem Graf Etzel von Ortenburg. 1486 kam diese Besitzung unter Abt Friedrich II. von Niederaltaich an den Ulrich von Chamerau zu Haitzstein. Die Chamerauer erloschen um ca. 1500 und die spätere Hofmark gelange an das Geschlecht der Seyboldsdorfer.
Um 1522 soll Friedrich von Pienzenau nach dem Ableben seines Onkels Christoph Bernhard von Seiboltstorf den Sitz Niederpöring erworben haben. Zwischen 1538 und 1559 ist ein Onofrius von und zu Seyboldsdorf und Niederpöring, Pfleger zu Deggendorf belegt. Zwischen 1570 und 1597 folgt Christoph Bernhard von Seyboldsdorf auf Gerzen und Niederpöring. 1599 hatte Christoph Bernhard von Seibolstorf das Lehen inne. 1603 kam es an seine Erben, 1613 ist hier Anna, die Witwe des Christoph Bernhard von Goder, nachgewiesen. 1615 hat Hans Friedrich von Pienzenau zu Hartmannsberg das Schloss und die Hofmark inne. 1690 wurde das Schloss unter Freiherr Franz Ignaz von Pinzenau neu erbaut. 1752 waren die Pienzenauer noch die Hofmarksherren. Der Letzte dieser Familie war Freiherr Johann Baptist von Pienzenau († 1800). Die Hofmark Niederpöring gehörte zum Amt Wisselsing im Pfleggericht Osterhofen.
Johann Baptist von Pienzenau vermachte im Jahre 1795 Niederpöring an seine Tochter Maria Anna Gräfin von Boetty bzw. an seinen Schwiegersohn, dem ungarischen Grafen Boethy, der aber schon 1801 verstorben ist. Seine Witwe verkaufte Niederpöring 1803 an ihren Schwager Karl August von Yrsch, Major À la suite, dem auch Schloss Oberpöring gehörte. Am 9. April 1830 verkaufte Graf Yrsch Niederpöring an die Gräfin Auguste Charlotte von Kielmannsegge, die den umfangreichen Besitz „zertrümmerte“. Das übrig gebliebene Schloss verkaufte sie 1848 an den Gerichtshalter Ignaz Auer aus Eichendorf. Der verkaufte alles noch am selben Tag an Johann Braun aus Aholming und machte dabei einen beträchtlichen Reibach. 1848/49 ist nach einem Brand das zweite Obergeschoss abgetragen und die westliche Hälfte des stattlichen Baues abgerissen worden. 1863 veräußerte Johann Braun das Schloss an Ludwig Jahrstorfer, dessen Sohn Michael es 1901 ererbt und noch am selben Tag an den Kaufmann Johann Lermer aus Osterhofen weiterverkaufte. Dieser lässt das offensichtlich arg heruntergekommene Schloss umfassend renovieren. An den erhaltenen Teil hat er die seitlichen polygonalen Erkertürme angebaut, die Fassaden und das Innere instand gesetzt. Der Besitz umfasste allerdings nur mehr als die Hälfte der ursprünglichen Anlage. Johann Lermer verkaufte das Schloss 1918 seinem Schwiegersohn Otto Leeb aus Mainkofen. Otto Leeb hat wiederum 1952 das Schloss an seinen Neffen Hugo Leeb übergeben, der es 1974 an den Landauer Viehhändler Ludwig Bibel veräußerte.
Von Ludwig Bibel hat die Verwaltungsgemeinschaft Oberpöring das unter Denkmalschutz stehende Gebäude 1985 erworben. Seitdem wird das renovierte Schloss als Verwaltungsgebäude genutzt.

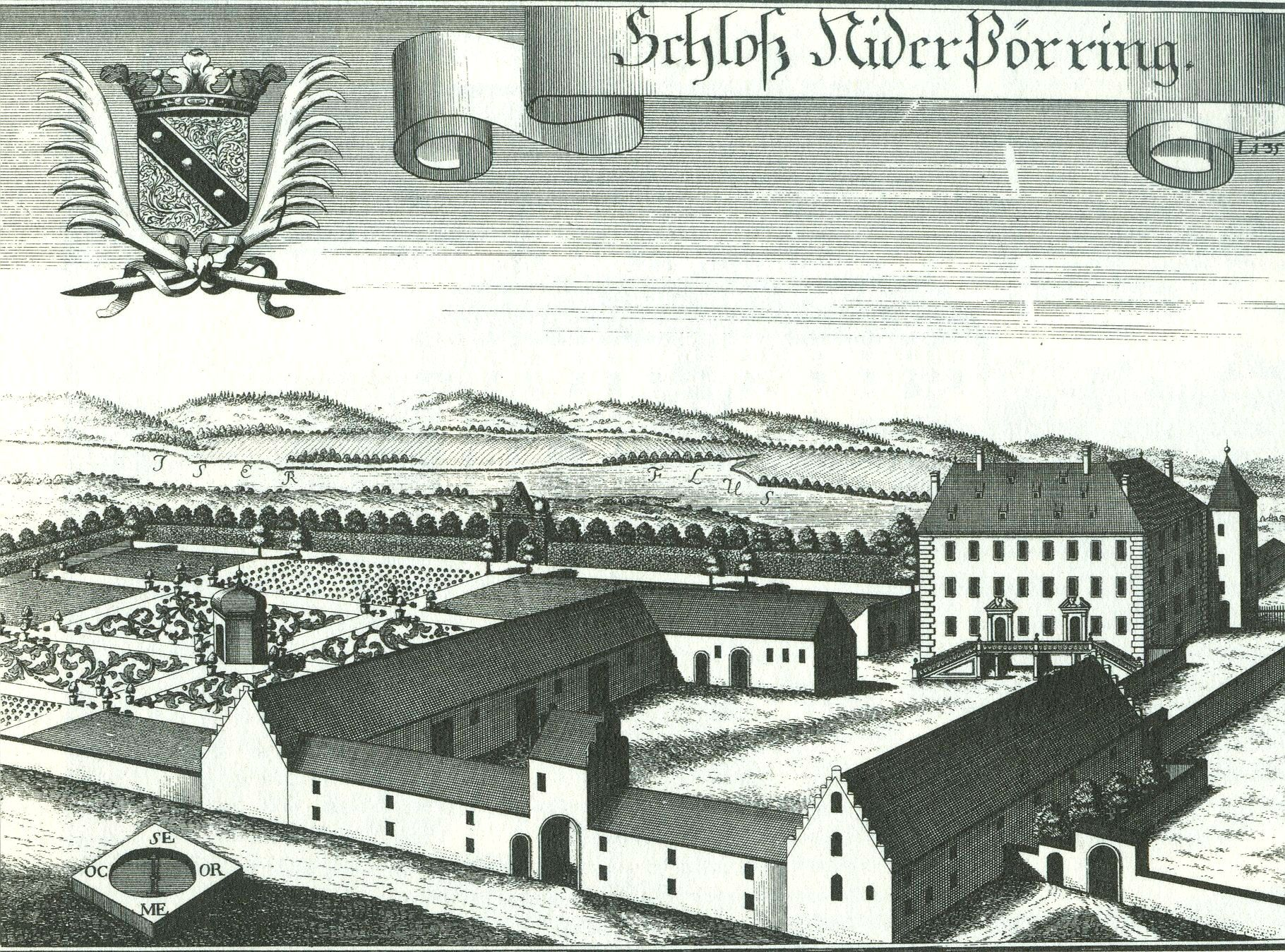
Schloss Niederpöring nach einem Stich von Michael Wening von 1721

## Schloss Niederpöring einst und jetzt
Das Schloss liegt unmittelbar südlich der Isar.
Nach dem Stich von Michael Wening von 1721 bestand die Anlage von Schloss Niederpöring aus einem dreigeschossigen Wohntrakt mit einem Untergeschoss und einem angebauten Turm, der mit einem Zeltdach gedeckt war. Eine breite Freitreppe führte zu dem Schlosseingang. Vorgelagert waren Wirtschaftsgebäude mit einem Torturm, die einen beinahe geschlossenen Vierseithof bildeten. Neben dem Schloss ist eine ausgedehnte und auch mit einer Mauer umfasste Parkanlage zu erkennen.
Heute ist der wesentlich verkleinerte Schlossbau in Niederpöring zweigeschossig. Auffallend sind die beiden seitlich angebauten und mit einem Zwiebeldächern gedeckten polygonalen Türme. Eine Freitreppe führt weiterhin zu dem Eingangsportal. Die Innenräume sind herrschaftlich mit hohen Deckengewölben und Kachelöfen in Rot und Grün ausgestattet. Sehenswert sind auch die nebenan gelegene spätromanische Pfarrkirche St. Bartholomäus mit mächtigem Wehrturm und die barocke Wallfahrtskirche Maria Bürg. Das Schloss wird heute als Rathaus genutzt.